# Diocesi di Paracatu
La diocesi di Paracatu (in latino: Dioecesis Paracatuensis) è una sede della Chiesa cattolica in Brasile suffraganea dell'arcidiocesi di Montes Claros. Nel 2021 contava 221.700 battezzati su 349.153 abitanti. È retta dal vescovo Jorge Alves Bezerra, S.S.S.

## Territorio

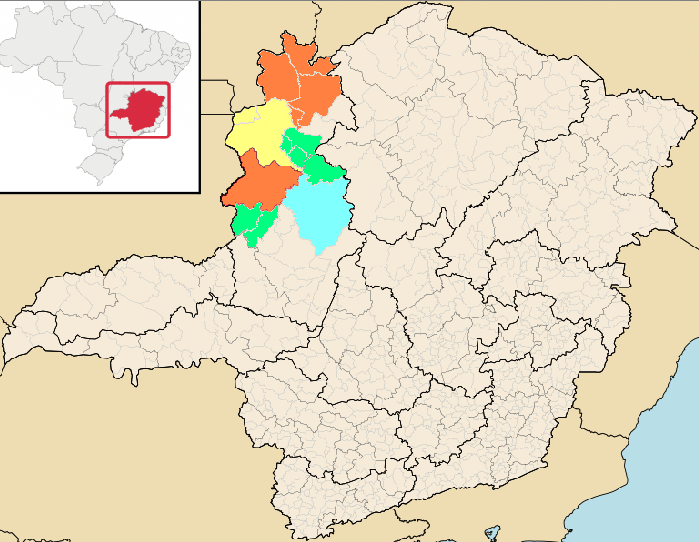
Foranie della diocesi.

La diocesi si trova nella parte nord-occidentale dello stato brasiliano di Minas Gerais e comprende 14 comuni: Arinos, Bonfinópolis de Minas, Brasilândia de Minas, Buritis, Cabeceira Grande, Dom Bosco, Formoso, Guarda-Mor, João Pinheiro, Natalândia, Paracatu, Unaí, Uruana de Minas e Vazante.
Sede vescovile è la città di Paracatu, dove si trova la cattedrale di Sant'Antonio di Padova.
Il territorio si estende su una superficie di 54.387 km² ed è suddiviso in 32 parrocchie, raggruppate in 6 foranie.

## Storia
La prelatura territoriale di Paracatu fu eretta il 1º marzo 1929 con la bolla Pro munere sibi divinitus di papa Pio XI, ricavandone il territorio dalle diocesi di Montes Claros e di Uberaba (oggi entrambe arcidiocesi). Originariamente era suffraganea dell'arcidiocesi di Diamantina.
Il 15 giugno 1957 cedette una porzione del suo territorio a vantaggio dell'erezione della diocesi di Januária.
Il 14 aprile 1962 in forza della bolla Illius navis gubernationi di papa Pio XII la prelatura territoriale fu elevata a diocesi e divenne suffraganea dell'arcidiocesi di Uberaba.
Il 20 gennaio 1964 i comuni di Arinos e Formoso, già parte della diocesi di Januária, furono annessi alla diocesi di Paracatu.
L'11 ottobre 1966 entrò a far parte della provincia ecclesiastica dell'arcidiocesi di Brasilia, mentre il 25 aprile 2001 è divenuta suffraganea dell'arcidiocesi di Montes Claros.

## Cronotassi dei vescovi
Si omettono i periodi di sede vacante non superiori ai 2 anni o non storicamente accertati.
- Sede vacante (1929-1940)

- Eliseu Van der Weijer, O.Carm. † (25 maggio 1940 - 14 aprile 1962 dimesso)
- Raimundo Luí, O.Carm. † (11 giugno 1962 - 20 luglio 1977 dimesso)
  - Jorge Scarso, O.F.M.Cap.  † (1977 - 29 marzo 1979) (amministratore apostolico)[4]
- José Cardoso Sobrinho, O.Carm. (29 marzo 1979 - 2 aprile 1985 nominato arcivescovo di Olinda e Recife)
- Leonardo de Miranda Pereira (6 maggio 1986 - 7 novembre 2012 ritirato)
- Jorge Alves Bezerra, S.S.S., dal 7 novembre 2012

## Statistiche
La diocesi nel 2021 su una popolazione di 349.153 persone contava 221.700 battezzati, corrispondenti al 63,5% del totale.
| anno | popolazione | popolazione | popolazione | presbiteri | presbiteri | presbiteri | presbiteri                | diaconi | religiosi | religiosi | parrocchie |
| anno | battezzati  | totale      | %           | numero     | secolari   | regolari   | battezzati per presbitero | diaconi | uomini    | donne     | parrocchie |
| ---- | ----------- | ----------- | ----------- | ---------- | ---------- | ---------- | ------------------------- | ------- | --------- | --------- | ---------- |
| 1950 | 80.000      | 80.000      | 100,0       | 8          |            | 8          | 10.000                    |         | 8         | 4         | 6          |
| 1965 | 170.000     | 148.000     | 114,9       | 14         |            | 14         | 12.142                    |         | 14        | 7         | 7          |
| 1970 | 170.000     | 180.000     | 94,4        | 11         |            | 11         | 15.454                    |         | 12        | 10        | 7          |
| 1976 | 172.000     | 182.044     | 94,5        | 11         |            | 11         | 15.636                    |         | 11        | 18        | 8          |
| 1977 | 188.000     | 225.000     | 83,6        | 14         | 2          | 12         | 13.428                    |         | 12        | 14        | 10         |
| 1990 | 238.000     | 265.000     | 89,8        | 13         | 5          | 8          | 18.307                    |         | 8         | 14        | 9          |
| 1999 | 234.000     | 300.000     | 78,0        | 27         | 21         | 6          | 8.666                     | 1       | 6         | 10        | 13         |
| 2000 | 234.000     | 300.000     | 78,0        | 24         | 17         | 7          | 9.750                     | 9       | 7         | 7         | 15         |
| 2001 | 234.000     | 300.000     | 78,0        | 23         | 15         | 8          | 10.173                    | 8       | 8         | 5         | 15         |
| 2002 | 234.000     | 300.000     | 78,0        | 27         | 19         | 8          | 8.666                     | 8       | 8         | 5         | 15         |
| 2003 | 234.000     | 300.000     | 78,0        | 30         | 23         | 7          | 7.800                     | 9       | 7         | 10        | 15         |
| 2004 | 234.000     | 300.000     | 78,0        | 31         | 24         | 7          | 7.548                     | 9       | 7         | 8         | 16         |
| 2011 | 264.000     | 338.000     | 78,1        | 45         | 39         | 6          | 5.866                     | 24      | 6         | 7         | 24         |
| 2016 | 227.800     | 358.900     | 63,5        | 50         | 45         | 5          | 4.556                     | 24      | 5         | 7         | 28         |
| 2019 | 233.200     | 367.600     | 63,4        | 53         | 48         | 5          | 4.400                     | 24      | 5         | 10        | 30         |
| 2021 | 221.700     | 349.153     | 63,5        | 48         | 44         | 4          | 4.618                     | 25      | 4         | 6         | 32         |